# Luke Pearson
Luke Pearson est un illustrateur et auteur de bande dessinée britannique né en 1987.

## Albums parus en français

### SérieHilda
La série Hilda est l'oeuvre principale de Luke Pearson. Les trois premiers titres ont été édités chez Nobrow, repris par Casterman
1. Hilda et le troll, 2012
2. Hilda et le géant de minuit, 2011 (initialement paru sous le titre Hilda et le géant de la nuit chez Nobrow)
3. Hilda et la parade des oiseaux, 2012
4. Hilda et le chien noir, 2014 Sélection Jeunesse Festival d'Angoulême 2015
5. Hilda et la forêt de pierres, 2016
6. Hilda et la grande parade, 2019
7. Hilda et le roi de la montagne, 2020
8. Hilda & Twig : pas nés de la dernière pluie[1], traduit depuis l'anglais par Hélène Dauniol-Remaud

En 2018, Hilda est adapté en série animée par Netflix. La saison 3 est sortie en 2023. 

### Autres albums
- Loin des yeux, Nobrow, 2013

## Série animéeHilda
Saison 1: 21 septembre 2018.
Saison 2: 14 décembre 2020
Saison 3: 18 septembre 2023
- Fin de la série - 

### Cause de la fin de la série Hilda
Luke Pearson déclare déclare dans un tweet que la saison 3 de Hilda marque la fin de la série.
Il explique qu'excepté les médias et les fans de la bande dessinée, quasiment personne ne la regarde. Il remercie également Netflix d'avoir accepté une dernière saison pour terminer la série.

## Prix et distinctions
- 2013 :  Prix Peng ! de la meilleure bande dessinée européenne pour Hilda et le Géant de la nuit
- 2014 : 
  -  Pépite de la Bande dessinée / Manga 2014, décerné par le Salon du livre et de la presse jeunesse de Montreuil (Seine-Saint-Denis) pour Hilda et le chien noir [3]
  -  Prix Max et Moritz de la meilleure bande dessinée pour enfants avec Hilda et le Géant de minuit